# Ballymote

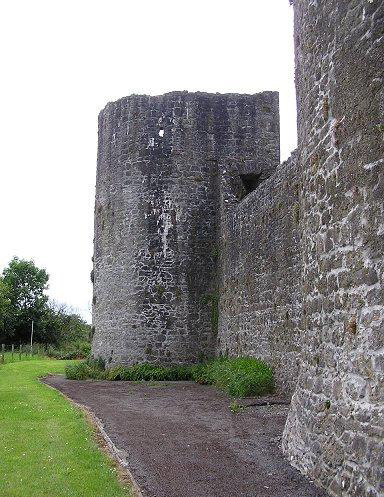
Ballymote Castle

Ballymote is een plaats in het Ierse graafschap Sligo. De plaats telt 1.229 inwoners.
Aan de rand van de plaats ligt Ballymote Castle, rond 1300 gebouwd door Richard de Burgh.
Ballymote is de geboorteplaats van broeder Walfrid, oprichter van voetbalclub Celtic.

## Vervoer
Het dorp heeft een station aan de spoorlijn Dublin - Sligo. Op werkdagen vertrekken er zeven treinen naar beide richtingen. Via de lokale weg R293 is Ballymote verbonden met de N17, de hoofdroute tussen Sligo en Galway.